# David Greig
David Greig (Edimburg, 1969) és un dramaturg i director de teatre escocès. Va néixer el 1969 a la ciutat d'Edimburg encara que cresqué a Nigèria. Va estudiar teatre a la Universitat de Bristol. Ha estat comissionat pel Royal Court Theatre, el Teatre Nacional Reial i el Shakespeare Company Reial entre d'altres.
La seva primera obra teatral va presentada a Glasgow el 1992. Les seves obres han estat representades a molts punts del món. El 1990 va cofundar Suspect Culture Theatre Company amb Graham Eatough i Nick Powell a Glasgow. David Greig ha escrit obres com Europa (1995), The Architect (1996, filmada el 2006 (veure The Architect), The Cosmonaut's Last Message To The Woman He Once Loved In The Former Soviet Union (1999), i San Diego (2003).
Algunes de les obres més recents han estat Damasc (2007), The American Pilot (2005), Pyrenees (2005), San Diego (2003), Outlying Islands (2002), i Yellow Moon: The Ballad of Leila and Lee (2006). També ha adaptat obres a l'anglès d'obres en llengua estrangera, com Caligula de Camus (2003), i The Creditors de Strindberg (2008). La seva versió de The Bacchae d'Eurípides va obrir el Festival Internacional d'Edimburg el 2007 protagonitzada Alan Cumming en el paper del déu grec Dionís amb deu cantants de gospel com de Bacchae. El 2010 el seu Dunsinane va ser representada al Teatre Hampstead per la Royal Shakespeare Company.